# Jakob Egholm
Jakob Egholm (* 27. dubna 1998) je dánský profesionální silniční cyklista jezdící za UCI WorldTeam Trek–Segafredo. 14. října 2016 se stal juniorským mistrem světa v silničním závodu, když v Dauhá protnul cílovou pásku 7 sekund před druhým Niklasem Märklem.

## Hlavní výsledky
2016
Mistrovství světa
 vítěz juniorského silničního závodu
Trophée Center Morbihan
2. místo celkově
vítěz 1. etapy
2018
7. místo Skive–Løbet
7. místo Eschborn–Frankfurt Under–23
2019
Národní šampionát
4. místo silniční závod do 23 let